# Christers
Christers var ett dansband från Hyssna, Sätila och Kinna. Christers bildades 1965 i Hyssna och slutade hösten 1979 med den sista spelningen i Varbergs Folkets park. Medlemmar i bandet har varít Christer Olsson, Kalle Andrén, Svante Åkesson, Anders Davidsson, Helge Johansson, Dan Jageby, Jerry Rudenvall och Göran Persson.
Christers var ett av de populäraste dansbanden under storhetstiden på 1970-talet. Numera finns hela Christers Diskografi på Spotify.

## Diskografi

### Album
- Första LP                     1972
- Knut                             1973
- Den tredje LP              1974
- Som en sommarvind   1975
- Christers 5 LP             1977
- Christers 6                  1978
- Christers sista LP        1979

## Melodier på Svensktoppen
- Som en liten sagofe    1977
- Vem får din sång        1979